# Gérecz Attila
Gérecz Attila (Dunakeszi, 1929. november 20. – Budapest 1956. november 7.) magyar költő, sportoló, forradalmár, az 1956-os forradalom és szabadságharc hősi halottja.

## Élete
Dunakeszin született értelmiségi családba. Apját korán elvesztette és két bátyja is emigrációban halt meg. Attila a nagyváradi magyar királyi Gábor Áron Honvéd Tüzérségi Hadapródiskola tanulójaként 1945-ben az iskolával nyugatra ment. A németországi Friedrichshafenben francia hadifogságba esett. Haza 1946. október 23-án érkezett. A budapesti Kölcsey Ferenc Gimnáziumban érettségizett 1948-ban. Mérnök apja első világháborús vitézi címe miatt nem járhatott egyetemre, ezért vasesztergályos tanuló lett. Versenyszerűen sportolt és 1949-ben már a magyar öttusa-válogatott kerettagja volt. Pisztolylövésben volt olyan verseny, ahol legyőzte Benedek Gábort, aki olimpiai és világbajnok lett. Úszásban és lovaglásban is a legjobbak közé tartozott.
Összeesküvés vádjával 1950. december 8-án letartóztatták és 15 év fegyházra ítélték. Társai közül négyet halálra ítéltek, hármat kivégeztek. A váci börtönbe vitték, ahol a verselés mellett német, angol és francia költők verseit is fordította.
1954 májusában írta első versét (Így bocskorosan), mely lelkierőről, optimizmusról tanúskodik. 
Így bocskorosan úgy-e megnevettek, 

hogy márványt törni hegynek indulok? 

A számon pimasz mosolygás a jelszó, 

füttyöm csibészes: én is feljutok!
Nincs tömött zsákom s hegymászó botom, 

segítő kezet tán egy társ sem ad, 

de vihart-oldó déli szél kölyökfejemre 

borzol lágy barackokat!…
Ez Nagy Imre befolyásának, az átmeneti enyhülésnek is az időszaka. A magánzárkák használata szünetelt, az elítélteknek megengedték, hogy a gombüzemben és csillámpala-műhelyben dolgozhassanak. Addig csakis szemre húzott sapkával, hátratett kézzel és egyesével engedélyezték a sétákat. Akkor ezeket a sétákat használták találkozásra, beszélgetésre. Valóságos irodalmi kör szerveződött a börtönben (a Füveskert-csoport): Kárpáti Kamil, Béri Géza, Tóth Bálint, Szathmáry György, Kecskési Tollas Tibor, Péterfy Vilmos, Márkus László, Hámory Jenő. Beszélgettek, WC-papírra írt verseiket olvasták fel egymásnak. Később műveiket a nyugaton megjelent Füveskert-antológiában adták közre, mely a börtönkápolna előtti füves parkról kapta a nevét.
A nagy dunai árvíz idején 1954. július 18-án a váci börtönből kijutva és az áradó Dunát átúszva – ez nem csekély sportteljesítmény volt –, Budapestre szökött. Három nap múltán – miután valaki besúgta – letartóztatták és újra bebörtönözték. A Budapesti Országos Börtönbe vitték és hónapokig szigorított magánzárkában és sötétzárkában tartották.
Innen 1956. október 30-án szabadult. Szabadságharcosként november 4-étől részt vett az utcai harcokban. A Rókus kórháznál két szovjet tankot kilőtt, de egy harmadik T–34-es gépfegyversorozatából halálos lövés érte. A költő földi maradványainak végső nyughelye ma a Kerepesi temető 21-es parcellája.

## Emlékezete
Verseit 1957-től nyugaton a Nemzetőr című folyóirat (Kecskési Tollas Tibor szerkesztésében) publikálta. Magyarországon 1991-ben jelent meg először verseskötete Gérecz Attila, a költő – 1956 mártírja címmel, a Stádium kiadónál, melyet 1995-ben a Füveskert, 2000-ben pedig a Sorsod művészete című követett. Gérecz Attila börtönben írt kézirata alapján 2000-ben, 2001-ben és 2006-ban jelent meg a teljes életművet felölelő, Így bocskorosan című kötet, a Kráter kiadó gondozásában.
Gérecz Attila 2000-ben posztumusz megkapta a Balassi Bálint-emlékkardot. Az elismerést a Gellért Szállóban, február 14-én, Bálint napján Makovecz Imre kuratóriumi elnök nyújtotta át egy fiatal öttusázónak, aki abban az évben a Gérecz Attila ifjúsági öttusaversenyt megnyerte.

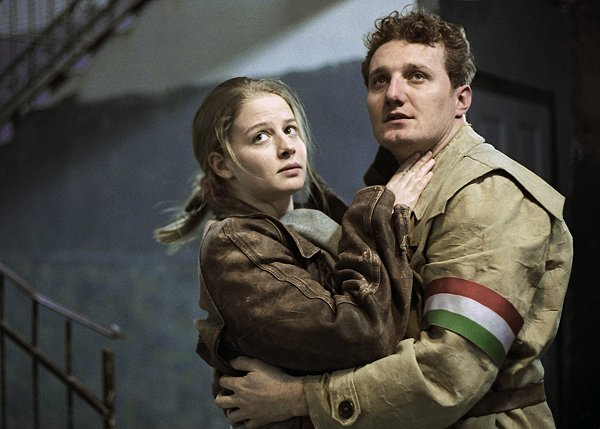
A Csendkút című filmben Hayth Zoltán személyesítette meg (partnere Kakasy Dóra)

2017 őszén adták át szülővárosában, Dunakeszin a róla elnevezett uszodát.

### Film
- Csendkút, színes, magyar filmdráma, 85 perc, 2007, rendező: Pozsgai Zsolt[7]
- Szökés a nagy árvíz idején, színes, magyar kisjátékfilm, 26 perc, 1996, rendező: Czigány Zoltán

## Művei
- Így bocskorosan. Egybegyűjtött versek és írások; Kráter, Pomáz, 2001
- Sorsod művészete. Gérecz Attila versei és utóélete; szerk. Kárpáti Kamil; Stádium, Bp., 2001
- Így bocskorosan. Egybegyűjtött versek és írások; 2. bőv. kiad.; Kráter, Pomáz, 2006
- Sorsod művészete 2. Gérecz Attila versei és utóélete; szerk. Kárpáti Kamil; Stádium, Bp., 2006
- Töredék. Szökés a nagy árvíz idején, amikor a Duna kiáradt a börtönig; Stádium, Bp., 2007
- Ferenczi György és a Rackajam. Gérecz Attila; Helikon, Bp., 2012 (Hangzó Helikon) + CD
- Sorsod művészete 3. Gérecz Attila versei és utóélete; szerk. Kárpáti Kamil; Stádium, Bp., 2014
- Sorsod művészete 4. Gérecz Attila versei és utóélete; szerk. Kárpáti Kamil; Stádium, Bp., 2016
- Gérecz Attila összes művei; sajtó alá rend., jegyz., utószó Hajnal Géza; kritikai kiad.; Kortárs–Boldog–Tau-Terv, Bp., 2017

## Irodalom

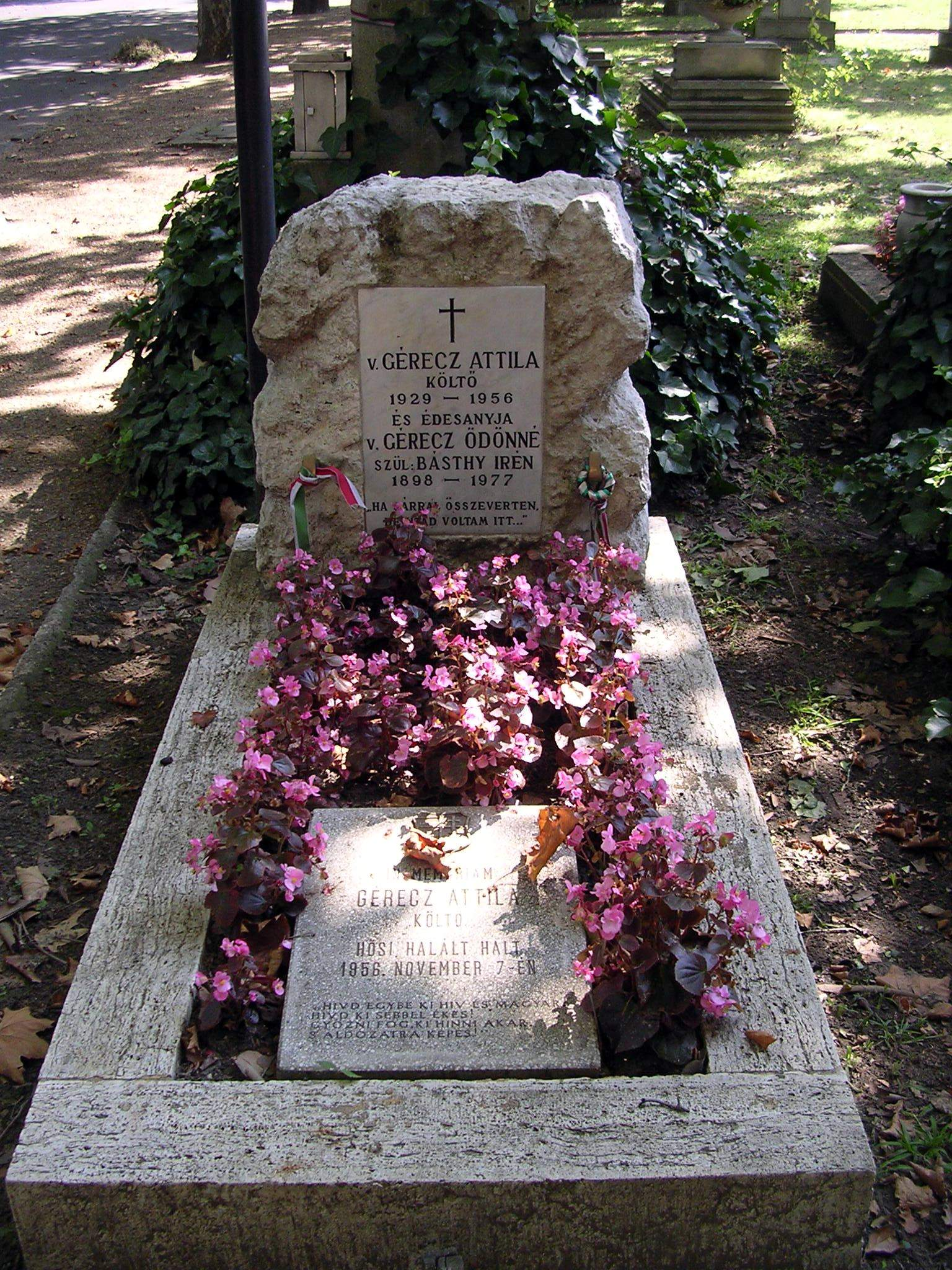
Sírja a Fiumei úti sírkertben (21-1-334)

## Díjai
- Terézváros díszpolgára (2016, posztumusz)[8]